# Endomychus armeniacus
Endomychus armeniacus là một loài bọ cánh cứng trong họ Endomychidae. Loài này được Motschulsky miêu tả khoa học năm 1835.